# Unapei
 (juillet 2025).
L'Unapei est le premier réseau français d’associations de représentation et de défense des intérêts des personnes avec trouble du neuro-développement (handicap mental, autisme), polyhandicap et handicap psychique ainsi que de leurs familles.
Reconnu d'utilité publique, ce réseau associatif se définit comme un mouvement de défense des droits des personnes avec troubles du neurodeveloppement  et de leurs familles rassemblant 330 associations en France et dans les territoires ultramarins qui pilotent 3 000 services et établissements dans le secteur du handicap qui rassemble 900 000 personnes dont les personnes handicapées elles-mêmes ainsi que des familles, amis, professionnels, sympathisants et bénévoles.

## Organisation

### Réseau associatif
L'Unapei est un mouvement de proximité qui rassemble 330 associations régionales, départementales ou locales (Adapei, Apei, Papillons Blancs, Chrysalide, Envol…) et sont généralistes ou spécialisées dans certains types de handicaps (autisme, X fragile, syndromes divers). L'Unapei rassemble aussi des associations tutélaires qui assurent des missions de protection juridique des majeurs. Les associations membres, animées par des parents et amis de personnes en situation de handicap, regroupent 45 000 familles, emploient 80 000 professionnels, créent et gèrent 3 000 lieux d’accueil, services d’accompagnement médico-sociaux et de protection juridique, qui accompagnement 200 000 personnes en situation de handicap dont 40 000 majeurs protégés. Luc Gateau préside l'Unapei depuis 2017.

### Implantation

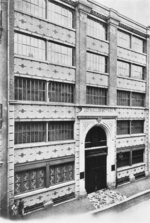
L'usine-fabrique Moynat en 1907 qui accueille ensuite le siège de l'Unapei.

La tête de réseau de l'association est situé au 15, rue Coysevox dans le 18e arrondissement de Paris. Le bâtiment abritant ce siège est, lors de sa création (en 1907) le site de l'usine-fabrique de l'entreprise Moynat, fabricant de bagages et de valises.

### Présidence et direction générale
- 1987-2000 : Bernadette Wahl
Enseignante de lettres qui fut également vice-présidente du CNCPH (Conseil national consultatif pour les personnes handicapées) et qui a dirigé le secrétariat général du Conseil français pour les questions européennes concernant les personnes handicapées (CFHE) de 1990 à 2000[7]. Durant sa présidence Patrick Gohet occupe le poste de directeur général de l'Unapei. En septembre 2014, ce dernier est nommé adjoint du Défenseur des droits, chargé de la lutte contre les discriminations et la promotion de l'égalité[8].
- 2000-2010 : Régis Devoldère
Enseignant agrégé de mathématiques qui fut également l'ancien président de l'association, les Papillons blancs de Lille[9].
- 2010-2016 : Christel Prado
Cadre de la fonction publique territoriale qui est également membre jusqu'en 2015, du Conseil économique, social et environnemental (CESE) au titre de la cohésion sociale et territoriale et vie associative[10].
- 2016-(en cours) : Luc Gateau
Chef d'entreprise, ancien président de l'Urapei Pays de la Loire et de l'association Adapei-aria Vendée. La directrice générale Marie-Aude Torres Maguedano, ancien cadre chez L'Oréal, est nommé à ce poste le 20 mars 2017 succédant ainsi à Thierry Nouvel qui est directeur général de la fédération de juin 2008 à mai 2016[11].

## Objectifs
L’Unapei et les associations membres agissent pour le respect des droits des personnes handicapées et de leurs familles. Cela a été notamment le cas en 2003 avec la condamnation de la France par le conseil de l'Europe après 10 ans d'actions collectives. Elles revendiquent une prise en compte de leurs handicaps, et de leurs souhaits. Elles militent pour le vivre ensemble et une société solidaire qui offre un soutien et un environnement adapté à leurs difficultés, leurs capacités et leurs projets, leur accès aux différents aspects de la vie sociale, leur participation aux décisions qui les concernent. Les associations agissent auprès des responsables politiques, des acteurs économiques et de l'opinion publique en faveur d'une meilleure considération des personnes avec des troubles du neuro-développement.[réf. nécessaire]

## Mission

### L'accompagnement des associations dans la mise en œuvre des réformes
- La tête de réseau nationale conseille les associations sur leur fonctionnement, les aspects statutaires, le rôle et les responsabilités respectives des élus et des professionnels, leur gouvernance, et les appuie dans leur mission de gestion des établissements et des services créés.
- Elle développe les échanges et la mutualisation de bonnes pratiques avec des commissions thématiques composées d’élus et de professionnels des associations, organise des journées d’information, et publie des guides pratiques destinés aux associations et aux acteurs du secteur médico-social.
- Elle accompagne les associations dans leurs projets en les conseillant en matières budgétaire et juridique, et propose des formations aux associations pour comprendre et appliquer les lois en matière de handicap.
- Elle propose aux associations un accompagnement en matière d'action associative et de bénévolat par le biais de documents informatifs sur leurs missions et sur la recherche de bénévoles, et un référentiel de l'action associative qui permet aux associations d'établir un diagnostic de leurs actions.

### Aider les personnes en situation de handicap et leurs familles
Afin de faire appliquer les droits des personnes en situation de handicap et de leurs familles définis par la loi handicap, elle informe sur les ressources, la gestion du patrimoine, l’aide sociale, les droits des usagers dans les établissements médico-sociaux, la scolarisation, la protection juridique et l’insertion professionnelle des personnes handicapées adultes, et met à disposition des familles une documentation en ligne,,,,.[source secondaire nécessaire]

## Actions

### Rôle national et européen
L'association est un interlocuteur des pouvoirs publics[Pas dans la source],. En tant que fédération représentative d’associations de personnes handicapées mentales et de leurs familles, elle effectue un suivi des orientations législatives et réglementaires nationales et européennes et agit pour l'effectivité des droits.[réf. nécessaire]

### Communication
L'association intervient auprès des médias afin d'informer l'opinion publique sur le handicap et valoriser les compétences des personnes concernées. Elle crée des campagnes pour revendiquer leur place dans la société et le respect de leurs droits[Pas dans la source].
En 2023 l’Unapei révèle à la presse qu'elle a mené une étude auprès d’un échantillon de 2 103 enfants accompagnés par ses antennes locales dans six régions en France, rapporte l’agence de presse et annonce que 23 % d'entre eux n’ont  aucune heure de scolarisation  par semaine, 28 % entre 0 et 6 heures, 22 % entre 6 et 12 heures et 27 % bénéficient de plus de 12 heures d’enseignement hebdomadaire. La fédération souligne également qu'un grand nombre d'entre eux se retrouvent également dans une classe non adaptée à leurs besoins.

### Gestion d'ESAT
En 2023, l'Unapei revendique la gestion de 600 établissements et services d'accompagnement par le travail (ESAT), soit environ la moitié des structures de type ESAT en France.

### Création d'un fonds d'urgence durant la crise sanitaire
Durant la crise sanitaire, l'Unapei a créé un « Fonds d'Urgence Covid-19 : Handicap : Tous unis et solidaires » pour répondre aux besoins des personnes en situation de handicap et de leurs familles. L'association a notamment commandé un million de masques, en plus de ceux produits par ses ESAT, pour les distribuer aux associations affectées. Ce soutien s'est étendu ensuite à toutes les associations membres de l'Unapei.

### Création d'outils de mesure d'impact social
L'Unapei lance en 2019 un projet soutenu par le Fonds social européen et l'AVISE, visait à partager ces outils avec son réseau de 350 associations et d'autres structures. Après trois ans d'expérimentations impliquant 25 associations et un colloque national en décembre 2021 pour partager ses résultats, l'Unapei a créé un espace de ressources en ligne regroupant ces outils, offrant ainsi un accès facile aux dirigeants d'associations et aux professionnels pour améliorer la qualité de l'accompagnement.

## Projets

### Facile à lire et à comprendre (FALC)
Le Facile à Lire et à Comprendre (FALC) est une méthode développée en 2009 dans le cadre du projet européen Pathway II porté par l'association Inclusion Europe et promue en France par l'Unapei avec l'association d'auto-représentants Nous aussi. Cette méthode désormais bien développée en France vise à rendre les documents écrits, électroniques et audiovisuels accessibles aux personnes qui ont des difficultés de compréhension et notamment celles présentant des troubles du développement intellectuel (TDI) et du spectre de l'autisme. Cette approche, qui vise à encourager l'autonomie et la citoyenneté de ces personnes, comprend des règles de simplification du vocabulaire, de la rédaction, une mise en page spécifique et l'utilisation d'images.

### Orientations stratégiques
L'Unapei a annoncé en 2023 lors de son soixante-deuxième congrès ses orientations stratégiques pour la période 2023-2030. Elles se déclinent en trois parties :
- Améliorer la qualité de vie de chacun au quotidien ;
- Agir en réseau en valorisant le mode d’entreprenariat militant ;
- accompagner la société pour réussir la transition inclusive[28].

### Formations
L'Unapei propose également des formations à destination des professionnels, bénévoles et personnes déficientes intellectuelles, notamment sur le FALC.

## Campagnes et sensibilisation

### J'ai Pas École
Selon l'Unapei, environ un quart des enfants handicapés en France ne sont pas scolarisés en 2023. L'étude de l'association dans six régions révèle que 23% des enfants suivis n'ont aucune scolarisation, et 28% ont moins de 6 heures de cours par semaine. Avec cette étude, l'Unapei publie également un sondage OpinionWay, déclarant que 92% des Français trouvent inacceptable le manque d'accès à l'éducation pour ces enfants. L'Unapei critique l'écart entre le nombre d'enfants handicapés scolarisés et une véritable éducation inclusive, appelant à une législation renforcée pour les élèves avec troubles du neurodéveloppement.

### La Voix des Parents
Une étude de l'Unapei publiée le 2 octobre 2023, révèle des difficultés significatives rencontrées par les parents d'enfants en situation de handicap. L'enquête, réalisée en partenariat avec Planète Publique et impliquant 3 940 parents, montre que seulement 43 % d'entre eux se sentent heureux, comparativement à 68% dans la population générale. De plus, 41% des parents d'enfants handicapés travaillent à temps partiel, souvent faute de solutions de prise en charge adéquates, et 57 % se sentent isolés face à leur situation.

## Polémiques
À la suite de la ratification de la Convention relative aux droits des personnes handicapées, la France est censée suivre une politique en accord avec les recommandations de l'ONU notamment vis-à-vis de la désinstitutionnalisation concernant particulièrement l'Unapei qui gère de nombreux établissements. Le paragraphe 6 des « Lignes directrices pour la désinstitutionalisation, y compris dans les situations d’urgence » du 10 octobre 2022 stipule ainsi que : « L'institutionnalisation est une pratique discriminatoire à l'égard des personnes handicapées, contraire à l'article 5 de la [CDPH]. Elle constitue une violation de l'article 12, en ce qu'elle suppose le déni de fait de la capacité juridique des personnes handicapées. Elle constitue également une détention et une privation de liberté au motif de l'altération des facultés, contraires à l'article 14. Elle devrait être considérée par les États parties comme une forme de violence à l'égard des personnes handicapées ».
Dans ce cadre, en 2017, la rapporteuse de l'ONU Catalina Devandas-Aguilar recommande la fermeture progressive de tous les instituts médico-éducatifs (IME) et leur transformation en centres de ressources non-résidentiels, ainsi que la scolarisation des enfants en situation de handicap en milieu ordinaire. En 2021, le Comité des droits des personnes handicapées publie ses recommandations pour la France et l'Unapei fait alors un communiqué de presse où elle critique des aspects du rapport qui aurait une « vision caricaturale des établissements » et serait « une occasion manquée d'aider à leur transformation ». L'association considère que les établissements ne peuvent se transformer seuls en raison de « nombreux freins administratifs comme financiers, voire sociétaux » et d'un défaut de propositions de la part de l'État.
Jonas Ruskus, le rapporteur du Comité souligne que : « L'article premier de la loi du 11 février 2005 est au cœur du problème, car il permet aux associations-gestionnaires du secteur médico-social, et non aux organisations représentatives des personnes en situation de handicap, d'exercer une influence prépondérante sur les politiques publiques en matière de handicap ».

### Ouvrage de Pascal Gobry
En 2002, Pascal Gobry publie L'Enquête interdite, handicapés : le scandale humain et financier, un ouvrage qui met en cause l'Unapei et notamment ses centres d'aide par le travail (CAT) subventionnés par l'État, dont il dénonce les « salaires indécents », en déclarant que « C'est de l'esclavage », en ajoutant que l'Unapei privilégie ses intérêts financiers au préjudice subi par les personnes handicapées en achetant le silence des salariés prêts à dénoncer des dysfonctionnements. L'Unapei porte plainte contre l'auteur, qui est condamné en 2005 à lui verser 1 000 euros de dommages et intérêts pour atteinte à « l'honneur » et à la « considération », en raison de généralisations « inexactes », malgré un « but légitime d'information du public ».